# Homotonal
Una pieza homotonal es aquella en la cual se emplea una técnica musical en la que todos los movimientos de una composición pertenecen a la misma tonalidad. Fue introducido por el musicólogo Hans Keller. Según la definición y empleo de Keller, una composición de varios movimientos es 'homotonal' si todos sus movimientos tienen la misma tónica (tonalidad), es decir, cada movimiento está en la misma armadura de tonalidad, con el movimiento más lento en el tono relativo menor.